# June Squibb
 (avril 2025).
June Squibb, née le 6 novembre 1929 à Vandalia (Illinois), est une actrice américaine.

## Biographie

### Carrière
June Squibb est nommée pour l'Oscar de la meilleure actrice dans un second rôle pour le film Nebraska (2013) d'Alexander Payne.
En 2015, elle a joué la grand-mère de Sheldon Cooper dans un épisode de la série populaire The Big Bang Theory.
Elle est notamment connue pour avoir interprété Grand-Mère Mary Ann dans la série à succès Ghost Whisperer.

### Croyances
June Squibb s'est convertie au judaïsme dans les années 1950, avant d'épouser son premier mari, Edward Sostek, qui était juif. Elle a dit qu'elle était tombée amoureuse de cette religion, qu'elle était fascinée par les lois de la cacherout et qu'elle s'était forgée une solide amitié avec le rabbin qui supervisait sa conversion. Même si ce mariage s'est terminé par un divorce quelques années plus tard, Squibb continue de se considérer comme juive et fête la plupart des vacances avec ses amis juifs,.

## Vie privée
Elle a épousé l'acteur Edward Leon Sostek en 1953. Le couple a divorcé en 1959.
June Squibb est la veuve de Charles Kakatsakis (décédé en 1999), un professeur célèbre dans le monde des comédiens. Le couple a eu un fils, Harry Kakatsakis (né le 17 mars 1970), le seul enfant de June,.

## Filmographie partielle
- 1992 : Le Temps d'un week-end (Scent of a Woman) de Martin Brest : Mrs. Hunsaker
- 1998 : Rencontre avec Joe Black (Meet Joe Black) de Martin Brest : Helen
- 2002 : Monsieur Schmidt (About Schmidt) d'Alexander Payne : Helen Schmidt
- 2005 : Mon oncle Charlie (Two and a Half Men) : Margaret (saison 3 - épisode 7)
- 2005 - 2008 : Ghost Whisperer : Grand-Mère Mary Ann
- 2012 : Would You Rather, de David Guy Levy : Linda
- 2013 : Nebraska d'Alexander Payne : Kate Grant
- 2014 : Glee : Maggie Banks (épisode 19 - Saison 5)
- 2014 : Devious Maids : Velma (épisode 9 & 10 - Saison 2)
- 2015 : The Big Bang Theory : Meemaw (saison 9 - épisode 14)
- 2015 : Love the Coopers de Jessie Nelson : Tante Fishy
- 2015 : Sept jours en enfer (7 Days in Hell) de Jake Szymanski : la reine Élisabeth II
- 2016 : Other people de Chris Kelly : Ruth-Anne
- 2016 : Shameless : Etta (saison 7 - récurrente)
- 2017 : Table 19 de Jeffrey Blitz : Jo Flanagan
- 2017 : Father Figures de Lawrence Sher : Sarah O'Callaghan
- 2018 - 2019 : Good Girls : Marion (2 saisons)
- 2019 : Toy Story 4 de Josh Cooley : Margareth (voix)
- 2020 : Palm Springs de Max Barbakow : Nana Schlieffen
- 2020 : Hubie Halloween de Steven Brill : Mme Dubois
- 2020 : Marraine ou presque (Godmothered) de Sharon Maguire : Agnes
- 2021 : Palmer de Fisher Stevens : Vivian Palmer
- 2021 : The Humans de Stephen Karam : Momo
- 2024 : Vice-versa 2 (Inside Out 2) de Kelsey Mann
- 2024: Thelma  de Josh Margolin : Thelma Post
- 2025 : Eleanor the Great de Scarlett Johansson : Eleanor Morgenstein

## Distinctions
| Année | Cérémonie                                        | Catégorie                                                  | Œuvre    | Résultat   |
| ----- | ------------------------------------------------ | ---------------------------------------------------------- | -------- | ---------- |
| 2013  | 86e cérémonie des Oscars                         | Meilleure actrice dans un second rôle                      | Nebraska | Nomination |
| 2013  | Alliance of Women Film Journalists               | Meilleur Casting                                           | Nebraska | Nomination |
| 2013  | American Comedy Awards                           | Meilleure actrice dans un second rôle dans un film comique | Nebraska | Nomination |
| 2013  | Awards Circuit Community Award                   | Meilleure actrice dans un second rôle                      | Nebraska | Nomination |
| 2013  | Boston Society of Film Critics Award             | Meilleure actrice dans un second rôle                      | Nebraska | Lauréat    |
| 2013  | Boston Society of Film Critics Award             | Meilleure distribution                                     | Nebraska | Lauréat    |
| 2013  | Broadcast Film Critics Association Award         | Meilleure distribution                                     | Nebraska | Nomination |
| 2013  | Broadcast Film Critics Association Award         | Meilleure actrice dans un second rôle                      | Nebraska | Nomination |
| 2013  | Chicago Film Critics Association Award           | Meilleure actrice dans un second rôle                      | Nebraska | Nomination |
| 2013  | Dallas–Fort Worth Film Critics Association Award | Meilleure actrice dans un second rôle                      | Nebraska | Nomination |
| 2013  | Denver Film Critics Society                      | Meilleure actrice dans un second rôle                      | Nebraska | Nomination |
| 2013  | Detroit Film Critics Society                     | Meilleure actrice dans un second rôle                      | Nebraska | Nomination |
| 2013  | Golden Globe                                     | Meilleure actrice dans un second rôle                      | Nebraska | Nomination |
| 2013  | Houston Film Critics Society                     | Meilleure actrice dans un second rôle                      | Nebraska | Nomination |
| 2013  | Independent Spirit Award                         | Meilleure actrice dans un second rôle                      | Nebraska | Nomination |
| 2013  | Los Angeles Film Critics Association Award       | Meilleure actrice dans un second rôle                      | Nebraska | Nomination |
| 2013  | London Film Critics Circle                       | Meilleure actrice dans un second rôle de l'année           | Nebraska | Nomination |
| 2013  | New York Film Critics Circle                     | Meilleure actrice dans un second rôle                      | Nebraska | Nomination |
| 2013  | San Francisco Film Critics Circle Award          | Meilleure actrice dans un second rôle                      | Nebraska | Nomination |
| 2013  | Festival international du film de Santa Barbara  | Virtuoso Award                                             | Nebraska | Lauréat    |
| 2013  | Satellite Award                                  | Meilleure distribution                                     | Nebraska | Lauréat    |
| 2013  | Satellite Award                                  | Meilleure actrice dans un second rôle au cinéma            | Nebraska | Lauréat    |
| 2013  | Screen Actors Guild Award                        | Meilleure actrice dans un second rôle                      | Nebraska | Nomination |
| 2013  | St. Louis Gateway Film Critics Association       | Meilleure actrice dans un second rôle                      | Nebraska | Nomination |
| 2013  | Toronto Film Critics Association                 | Meilleure actrice dans un second rôle                      | Nebraska | Nomination |
| 2013  | Washington D.C. Area Film Critics Association    | Meilleure actrice dans un second rôle                      | Nebraska | Nomination |
| 2014  | Online Film & Television Association Award       | Meilleur invité dans une série télévisée comique           | Girls    | Nomination |

## Voix françaises
En France, Cathy Cerdà est la voix régulière de June Squibb. En parallèle, Marie-Martine l'a également doublée à cinq reprises.
En France
| - Cathy Cerdà dans : - Castle (série télévisée) - Nebraska (version cinéma) - Il est toujours temps d'aimer (en) - Bones (série télévisée) - Table 19 - Good Doctor (série télévisée) - Blow the Man Down (en) - Solar Opposites (voix) - Soul (voix) - Marraine ou presque - Thelma - Marie-Martine dans : - Girls (série télévisée) - Room 104 (série télévisée) - Palm Springs - Hubie Halloween - Vice-versa 2 (voix) | - Colette Venhard dans : - Good Girls (série télévisée) - Palmer Et aussi - Monique Martial dans Rencontre avec Joe Black - Sophie Leclair dans Monsieur Schmidt - Louison Roblin dans Bienvenue à Mooseport - Paule Emanuele dans Ghost Whisperer (série télévisée) - Yvette Petit dans Nebraska (version télévisée) - Évelyne Grandjean dans Devious Maids (série télévisée) - Nicole Favart dans Shameless (série télévisée) - Caroline Jacquin dans Little America (série télévisée) |